# Cage
Cage – singel zespołu Dir En Grey wydany w 1999 roku. Drugi utwór to remix piosenki "「S」" z minialbumu Missa.

## Lista utworów
Obydwa teksty napisał Kyo. Muzykę do tytułowej piosenki skomponował Kaoru.
1. Cage (5:39)
2. 「S」 (Z-Z Mix) (5:19)